# Удружење студената електротехнике Европе
Удружење студената електротехнике Европе (енг. Electrical Engineering Students' European Association, акроним EESTEC, срп. Истек) је непрофитно удружење студената електротехнике Европе са седиштем у Делфту, Холандија. Чине га 53 одбора који се налазе на универзитетима у 26 европских држава. Одбори организују стручне радионице и размене, а Генерална скупштина се два пута годишње састаје у Конгресу како би одлучила о најважнијим питањима организације.
Организација је основана 1986.  године у Хагу. Локација компаније се мењала неколико пута све до 2002. када је нашла седиште у Делфту.

## Циљ
Циљ организације је ширење, развој и размена идеја, као и сарадња студената са компанијама и универзитетима у Европи. Постоји више типова догађаја кроз које различити комитети ово остварују, али сви имају макар два типа догађаја: радионице и размене. Током године, локални комитети организују радионице, догађаје академског карактера на којима се студенти сусрећу са актуелним темама из области електротехнике и рачунарства. Путем стручних предавања и посета фабрикама и компанијама, студенти се упознају са техничким развојем те државе као и са новим открићима и сазнањима у науци. Сваки комитет се труди да изабере најатрактивније и најактуелније теме којима се баве професори на њиховом универзитету, како би то презентовали колегама из других држава.

## Историја

### Домаћини Истек конгреса[3]
- 1986: Холандија CIC, Ајндховен
- 1987: Југославија NatCom, Нова Горица
- 1988: Португал NatCom, Лисабон/Авијеро
- 1989: Мађарска NatCom, Будампешта
- 1990: Швајцарска NatCom, Цирих
- 1991: Аустрија NatCom, Беч
- 1992: Шпанија NatCom, Мадрид
- 1993: Мађарска NatCom, Будампешта
- 1994: Немачка NatCom, Ахен
- 1995: Швајцарска NatCom, Цирих
- 1996: LC Ахен
- 1997: LC Тампере и LC Хелсинки
- 1998: LC Ређо Емилија
- 1999: LC Љубљана
- 2000: LC Делфт
- 2001: LC Лондон
- 2002: LC Будампешта
- 2003: LC Козенца
- 2004: LC Београд
- 2005: LC Мадрид
- 2006: LC Софија
- 2006: LC Ескишехир
- 2007: LC Будампешта
- 2008: LC Љубљана and LC Ријека
- 2009: LC Београд and LC Сарајево
- 2010: LC Атина
- 2011: LC Крајова
- 2012: LC Рига and LC Талин
- 2013: LC Минхен
- 2014: LC Атина
- 2015: LC Мадрид
- 2016: LC Београд
- 2016: Јесењи конгрес: LC Београд
- 2017: Пролећни конгрес: LC Љубљана
- 2017: Јесењи конгрес: LC Загреб
- 2018: Пролећни конгрес: LC Краков
- 2018: Јесењи конгрес: LC Будампешта
- 2019: Пролећни конгрес: LC Атина